# Kirche Neschwitz

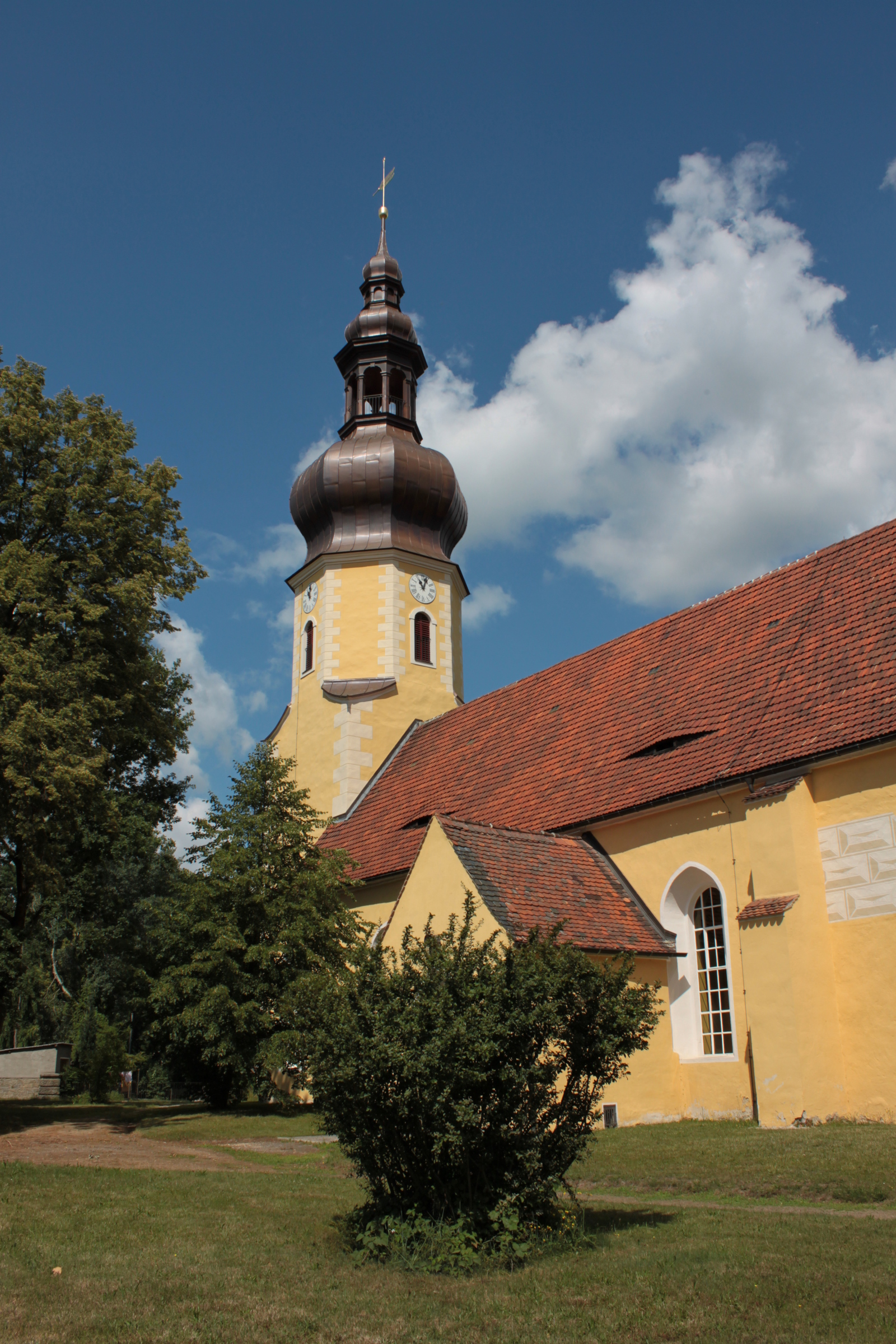
Kirche Neschwitz

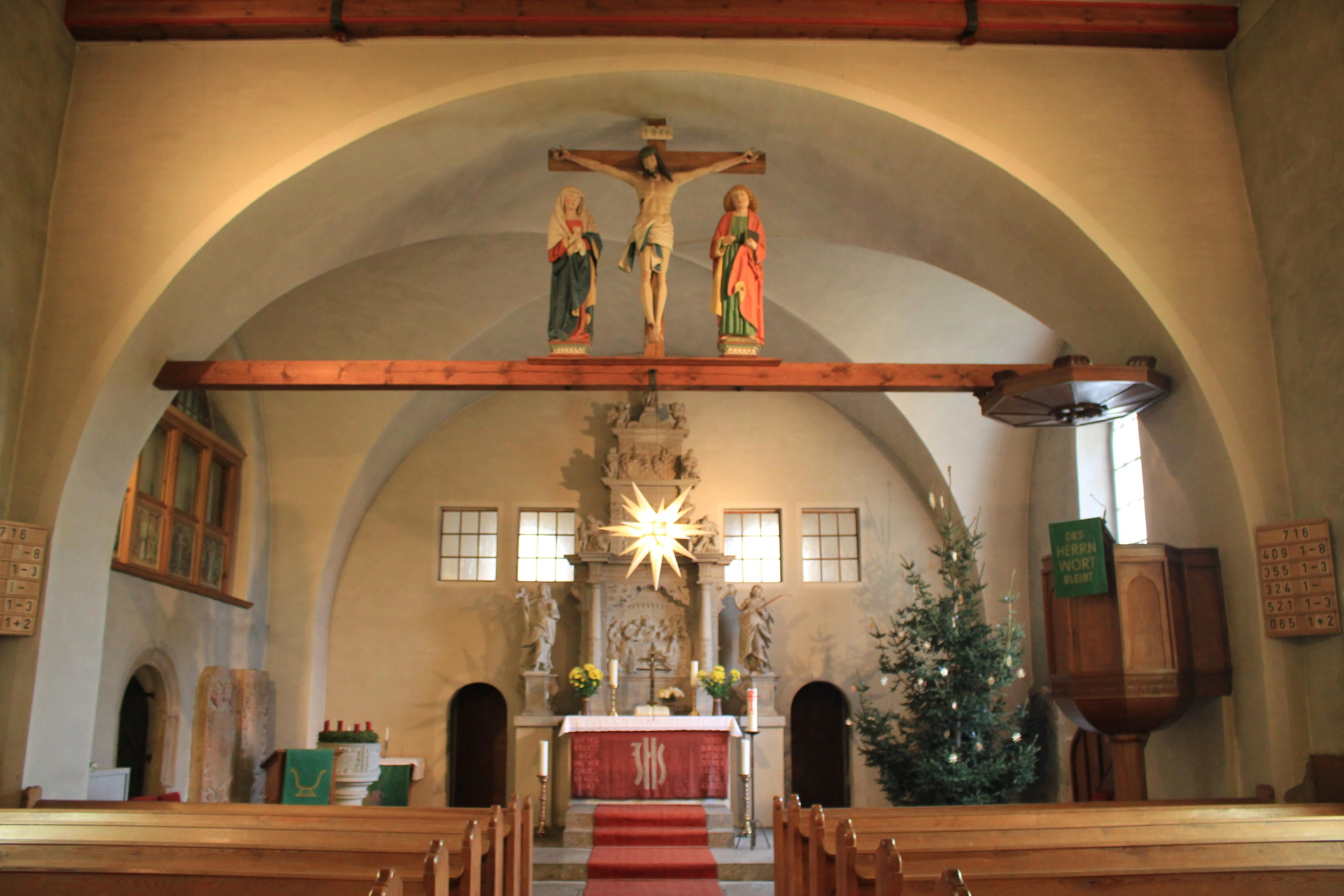
Inneres nach Osten

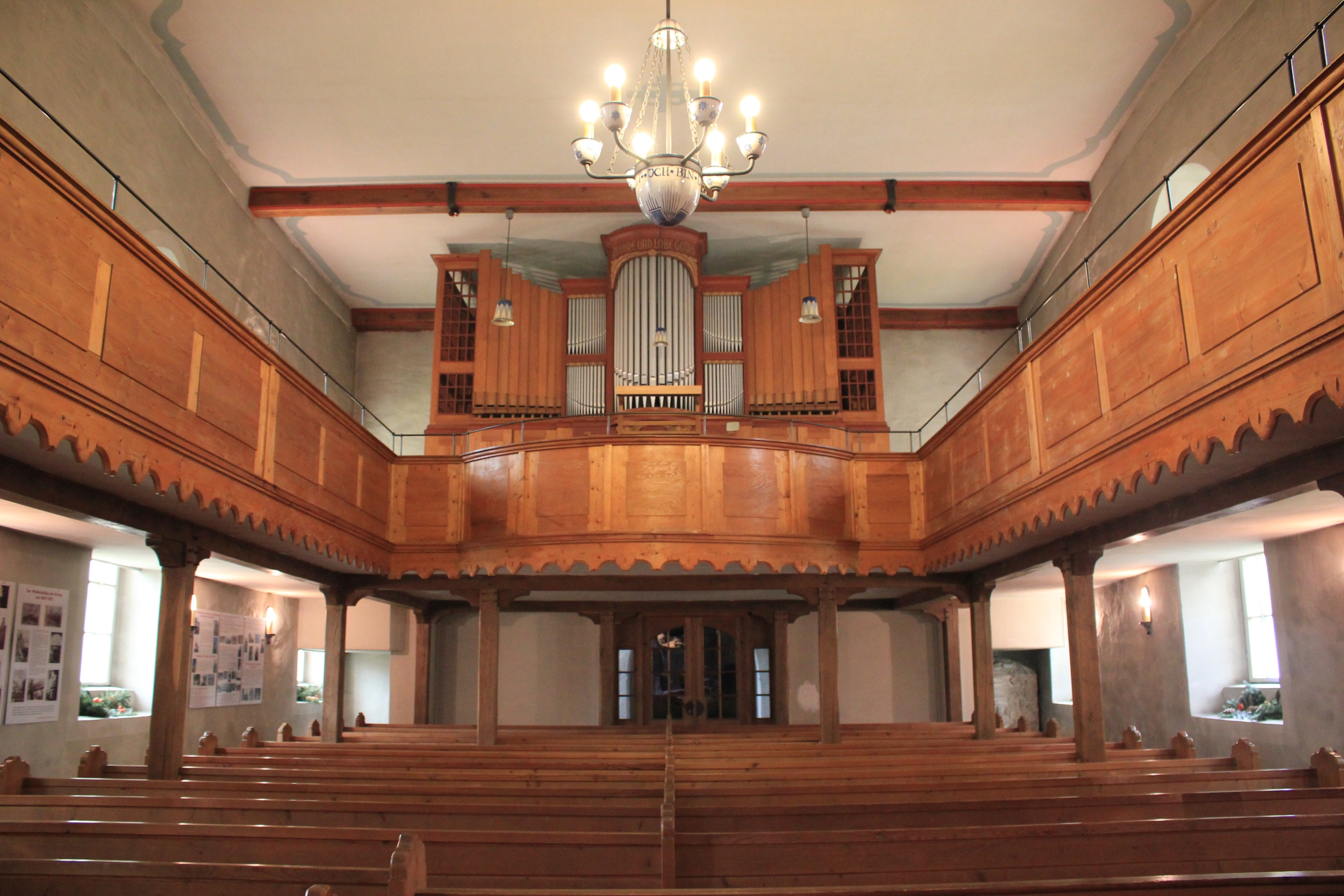
Inneres nach Westen

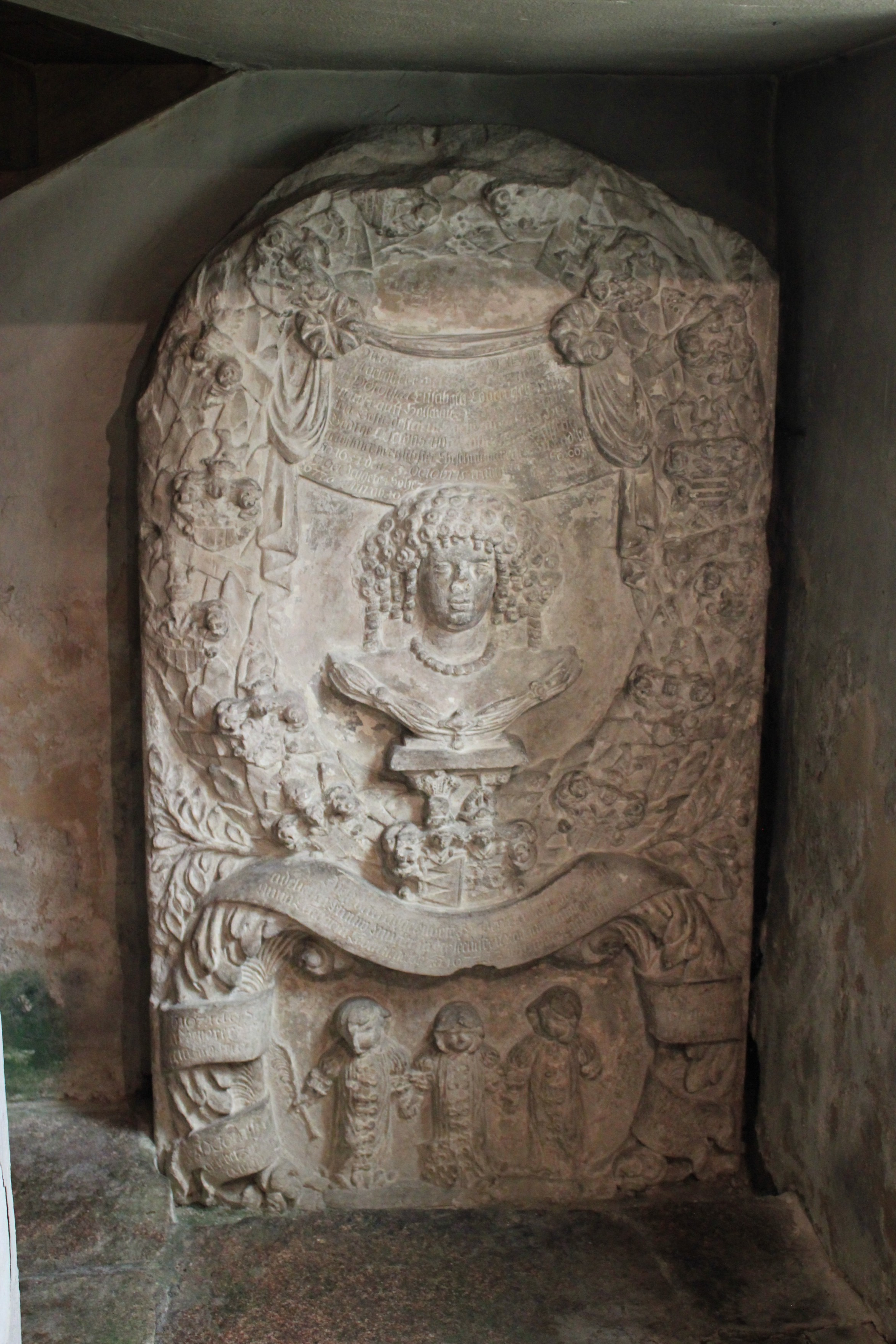
Grabstein

Die evangelische Kirche Neschwitz, obersorbisch Njeswačanska cyrkej, ist eine Saalkirche in Neschwitz im Landkreis Bautzen in Sachsen. Sie gehört zur Kirchengemeinde Neschwitz im Kirchspiel Oberlausitzer Heide- und Teichlandschaft der Evangelisch-Lutherischen Landeskirche Sachsens.
Bis 1979 wurde in Neschwitz über Jahrhunderte auch Sorbisch gepredigt, bis ins frühe 20. Jahrhundert vorwiegend.

## Geschichte und Architektur
Die evangelische Kirche wurde zu Beginn des 17. Jahrhunderts unter Einbeziehung älterer Teile erbaut, 1693 wurden der Chor verändert und der Turm errichtet. 1796 wurden Umgestaltungen vorgenommen, 1834 erfolgte eine Restaurierung. Im Jahr 1945 wurde die Kirche bis auf die Umfassungsmauern zerstört. Der Wiederaufbau erfolgte 1947 bis 1951 zunächst mit einem Zeltdach als Turmabschluss; im Jahr 2009 wurde der ursprüngliche Abschluss wiederhergestellt.
Die Kirche ist ein schlichtes verputztes Bauwerk mit geradem Chorschluss, das durch verschiedene Anbauten erweitert wurde. An der Nordseite ist der zweigeschossige Anbau mit geschwungenem, durch mehrere Gesimse gegliedertem Giebel angebaut. Der massive quadratische Westturm mit achteckigem Glockengeschoss war seit der Zerstörung mit einem flachen Zeltdach gedeckt und wurde 2009 in ursprünglicher Form mit Haube und Laterne wiederhergestellt. Der Innenraum ist mit einer verputzten Flachdecke abgeschlossen, die durch Holzbalken unterteilt ist. An drei Seiten sind eingeschossige ungefasste Holzemporen eingebaut. Ein weit gespannter Triumphbogen vermittelt zum Chor mit schlichtem Kreuzgratgewölbe. An der Nordseite ist eine Loge eingebaut, darunter eine rundbogige Tür mit Renaissanceprofil. Das ursprüngliche zweite Chorjoch wurde beim Wiederaufbau abgetrennt und als Winterkirche mit einer flachen Holzbalkendecke eingerichtet.

## Ausstattung
Hauptstück der Ausstattung ist ein prachtvoller viergeschossiger Sandsteinaltar von Michael Schwenke aus Pirna aus der Zeit um 1606, der 1969/1970 restauriert wurde. Über einem Sockel mit Inschriften ist ein Abendmahlrelief mit bewegten Figuren in eine Nische mit Wellengiebel eingebaut, im Hintergrund ist eine Stoffdraperie und Lambrequins zu sehen. Vor den seitlichen, ornamental geschmückten Pilastern sind freistehende Säulen angeordnet, daneben die Figuren von Spes und Fides. Auf dem verkröpften Gesims befindet sich eine Schrifttafel, die von geschmückten Pilastern, seitlich die Evangelisten Matthäus und Markus, darüber das Nostitzsche und Ponickausche Wappen umrahmt ist und von Lukas und Johannes flankiert wird.
Auf dem Abschlussgesims ist Christus mit Siegesfahne zwischen zwei Putten dargestellt. Der Taufe aus Sandstein wurde vermutlich ebenfalls von Michael Schwenke geschaffen. Sie besteht aus einem kräftig geformten Fuß; die Außenseite der Kuppa ist unterteilt in vier, von Rollwerk umgebene Schrifttafeln. Im Triumphbogen ist eine wertvolle, hölzerne, farbig gefasste Kreuzigungsgruppe aus der Zeit um 1520 angebracht.
Ein kleiner Sandsteinaltar wurde von David Schwenke um 1600 geschaffen und ist mit einer von Rollwerk umrahmten Schrifttafel versehen, die von Konsolen mit Löwenköpfen flankiert ist. Er zeigt über einem verkröpften Gesims ein figurenreiches Relief, Christus und die Kinder, das von zwei freistehenden Säulen und Volutenanschwüngen mit Köpfen gerahmt ist. Darüber sind eine geschmückte Schriftkartusche, das von Nostitzsche und von Löbensche Wappen sowie Putten angeordnet.
Ein Sandstein-Grabmal für Dorothea Elisabeth († 1704) zeigt innerhalb eines Lorbeerkranzes mit Wappen die Büste einer Frau, darunter von einem Schriftband umwickelte Ranken, die drei kleine Kinder umrahmen. Das Sandstein-Grabmal für Donat Großmann († 1713) zeigt im unteren Teil eine Schmuckkartusche umgeben von Vanitassymbolen, darüber eine große Schriftkartusche mit seitlichen Festons, abschließend zwei schräg gestellte Rocaille-Formen mit Kelch und Bibel.
Die Orgel ist ein Werk der Firma Hermann Eule Orgelbau Bautzen von 1950 mit 20 Registern auf zwei Manualen und Pedal.
Das Geläut besteht aus vier Eisenhartgussglocken (es – g – b – c), die 1963 von der Firma Schilling & Lattermann aus Apolda gegossen wurden. Drei Glocken sind mit deutschen Inschriften versehen, eine trägt einen sorbischen Vers.